# Jayawijaya-Gebirge
Das Jayawijaya-Gebirge (auch als Jaya Wijaya oder Djajawidjajagebirge bezeichnet, niederländisch (kolonial): Orange-gebergte) ist ein Gebirge in der Westhälfte von Neuguinea. Es befindet sich in der Provinz Papua Pegunungan in Indonesien. Das Jayawijaya-Gebirge bildet den östlichen Teil des Maokegebirges. Der höchste Berg des Gebirges ist der Puncak Mandala mit einer Höhe von 4760 m.
Die sowohl westlich als auch östlich der Grenze zwischen Indonesien und Papua-Neuguinea gelegenen Star Mountains erscheinen topografisch als östlicher Teil des Jayawijaya-Gebirges. Ob sie auch offiziell als deren Untereinheit gewertet werden oder als eigenständiger Gebirgszug, ist aufgrund der aktuellen Datenlage nicht sicher zu sagen.